# Isaac Watts
Isaac Watts (17 de julho de 1674 – 25 de novembro de 1748) foi um poeta, pregador, teólogo, lógico e pedagogo inglês. É reconhecido como o "Pai do Hino Inglês", como ele foi o primeiro escritor de hinos prolífico e popular inglês, creditado com quase 750 hinos. Muitos desses permanecem ativos no uso hoje e têm sido traduzidos em várias línguas. 

## Vida
Nascido em 1674, Southampton, Inglaterra, Watts cresceu em uma casa de um empenhado religioso não-conformista; seu pai, também chamado Isaac Watts, o qual foi encarcerado duas vezes devido suas ideias. Na escola do Rei Eduardo VI, Watts recebeu uma educação clássica, aprendendo Latim, Grego e Hebraico.
Desde a idade mais tenra, Watts se mostrava propenso à rima. Certa feita, ele respondeu quando o perguntaram o porquê ele mantinha os olhos abertos durante orações:
A little mouse for want of stairs

ran up a rope to say its prayers.
Que quer dizer:
Um ratinho por falta de escadas

subiu numa corda para fazer suas preces
Ao receber punição corporal por isso, ele exclamou:
O father, father, pity take

And I will no more verses make.
O que em inglês rima e que quer dizer:
O pai, pai, tenha piedade

E versos eu não mais farei
Por ser um não conformista, Watts não pôde estudar em universidades como Oxford ou Cambridge, as quais eram restritas a anglicanos, segundo as posições do governo da época. Ele então foi para a Academia Dissidente em Stoke Newington, em 1690. O restante de sua vida é centrada nessa cidade, que agora faz parte do centro de Londres.
Dando continuidade a sua educação, Watts foi chamado de pastor por uma variedade de capelas independentes de Londres, onde ajudou a treinar pregadores (palestrantes), apesar de sua saúde frágil. Isaac Watts tinha opiniões as quais eram consideradas mais não-denominacionais ou ecumênicas que o normal para a maioria dos não conformistas de sua época; ele tinha um interesse maior em promover a educação e estudos que a pregação em si para algum determinado grupo.
Começou a trabalhar como um tutor privado, Watts viveu com a família de não conformistas, Hartopp, em Fleetwood House, na rua da Igreja em Stoke Newington. Então ele passou a conhecer a vizinhança imediata: Sir Thomas Abney e Lady Mary.
Convidado para passar uma semana em Hertfordshire, Watts acabou vivendo 36 no total nas dependências da família Abney, na maior parte do tempo em Abney House, a segunda residência da família. (Lady Mary herdou a mansão de Stoke Newington, em 1701, de seu falecido irmão, Thomas Gunston.)
Com a morte do Sir Thomas Abney em 1722, a viúva Lady Mary e sua filha solteira, Elizabeth, se mudaram com toda sua família para Abney Hall, situada em Hertfordshire. Ela convidou Watts para continuar com sua família. Ele viveu em Abney Hall até a sua morte em 1748.
Watts gostava particularmente das dependências do Abney Park, onde ele sempre buscava inspiração para escrever seus hinos e livros.
Watts faleceu em Stoke Newington, em 1748, e foi enterrado em Bunhill Fields. Deixou um extenso legado de hinos, tratados, trabalhos educacionais e ensaios. Seu trabalho influenciou não conformistas independentes e religiosos revivalistas do século XVIII, como Philip Doddridge, o qual dedicou o seu trabalho mais conhecido a Watts.

## Watts e a Hinódia
O acadêmico de músicas sacras Stephen Marini (2003) descreve as formas nas quais Watts contribuiu com o hinário inglês. Notoriamente, Watts conduziu uma nova forma de poesia às chamadas "canções originais provenientes da própria experiência cristã" para serem utilizadas na adoração. A tradição mais antiga era baseada em poesia da própria Bíblia, geralmente os Salmos. Isso tinha sido originado dos ensinamentos da Reforma do século XVI de João Calvino, o qual iniciou a prática da criação de versos traduzidos de Salmos em canto vernacular congregacional. A introdução de Watts com poesia extra-bíblica abriu uma nova era da hinódia protestante assim que outros poetas seguiram seus passos.
Watts também introduziu uma nova forma de traduzir os Salmos em versos para cerimônias religiosas. Estes eram originalmente escritos em hebraico bíblico dentro do judaísmo. No mundo cristão antigo, eles eram afirmados na cânon bíblico como parte do Antigo Testamento. Watts propôs que as traduções métricas dos Salmos como os cantados pelos cristãos protestantes deveriam dá-los uma determinada perspectiva cristã. Enquanto ele admitia que Davi [a quem é atribuído muitos dos Salmos] era um inquestionável instrumento de Deus, Watts declarava que seu entendimento religioso não poderia ser plenamente expressado pelas verdades posteriormente reveladas através de Jesus Cristo. Os Salmos então deveriam ser "renovados" como se Davi fosse um cristão, ou como Watts colocou no título de seu Saltério métrico de 1719, eles devem ser "imitados na linguagem do Novo Testamento."

Marini discerne duas tendências particulares nos versos de Watts, que ele chama de "subjetividade emocional" e "objetividade doutrinária". Com o primeiro termo, ele quer dizer que "A voz de Watts destruiu a distância entre poeta e cantor e investiu na letra com espiritualidade pessoal". Como um exemplo disso, ele cita: "Vejo a Maravilhosa Cruz" (When I Survey the Wondrous Cross). Por "objetividade doutrinária", Marini quer dizer que os versos de Watts atingiram um "qualidade axiomática", que "apresentam o conteúdo da doutrina cristã com a confiança explícita que beneficia a afirmação da fé". Como exemplo, Marini cita os hinos "Alegria do Mundo" (Joy to the World) e também "De tudo que habita debaixo dos céus" (From All That Dwell Below the Skies):
From all that dwell below the skies

Let the Creator's praise arise;

Let the Redeemer's name be sung

Through every land, by every tongue.
Tradução livre:
De tudo que habita debaixo dos céus

Deixe que o louvor ao Criador apareça;

Deixe que o nome do Remidor seja cantado

Em toda terra, por toda língua.
Além de escrever hinos, Isaac Watts era também um teólogo e lógico, escrevendo livros e ensaios sobre esses assuntos.

## Trabalhos

### Livros
- Hymns and Spiritual Songs (Londres: J. Humfreys, 1707)
- Horae Lyricae: Poems, Chiefly of the Lyric Kind (2a. ed. 1709)
- Divine Songs Attempted in Easy Language for the Use of Children (1715)
- Guide to Prayer (1715; 4a. ed. 1725)
- Psalms of David: Imitated in the Language of the New Testament, and Apply'd to the Christian State and Worship (1719)
- Logick: or, the Right use of Reason in the Enquiry After Truth, with a Variety of Rules to Guard Against Error in the Affairs of Religion and Human Life, as Well as in the Sciences (1726)
- The Strength and Weakness of Human Reason: or, the Important Question about the Sufficiency of Reason to Conduct Mankind to Religion and Future Happiness, Argued Between an Inquiring Deist and a Christian Divine: and the Debate Compromis'd and Determin'd to the Satisfaction of Both (1731)
- Faith and Practice: Represented in Fifty-Four Sermons on the Principal Heads of the Christian Religion: Preached at Berry-street, 1733 (1739)
- The Improvement of the Mind: or, a Supplement to the Art of Logick: Containing a Variety of Remarks and Rules for the Attainment and Communication of Useful Knowledge, in Religion, in the Sciences, and in Common Life (1741)
  - Vol 1 Vol 2 - The Internet Archive (1768, 1773, 1787 ed.)
- The Knowledge of the Heavens and the Earth Made Easy, or The First Principles of Astronomy and Geography, first edition, 1726; 1760 edition at Google Books
- The Doctrine of the Passions – Explain'd and Improv'd, [quinta edição] (1795)
- A Short View of the Whole Scripture History: With a Continuation of the Jewish Affairs From the Old Testament Till the Time of Christ; and an Account of the Chief Prophesies that Relate to Him[2]
- An Essay on the Freedom of Will in God and in Creatures (attributed)

### Hinos
Os hinos de Watts incluem:
- "Joy to the World" (baseado no Salmo 98 , música de um compositor desconhecido usando fragmentos de Handel, publicado pela primeira vez na Inglaterra em 1833, popularizado pelo americano Lowell Mason)
- "When pain and anguish seize me, Lord"
- "Come ye that Love the Lord" (muitas vezes cantado com o refrão [e intitulado] "We’re marching to Zion")
- "Come Holy Spirit, Heavenly Dove"
- "Jesus Shall Reign Where’er the Sun" (baseado no Salmo 72)
- "Our God, Our Help in Ages Past" (baseado no Salmo 90)
- "When I Survey the Wondrous Cross"
- "Alas! and Did My Saviour Bleed"
- "How Sweet and Awful Is the Place"
- "This Is the Day the Lord Hath Made"
- "'Tis by Thy Strength the Mountains Stand"
- "When I Can Read My Title Clear"
- "I Sing the Mighty Power of God" (originalmente intitulado "Praise for Creation and Providence" from Divine Songs Attempted in Easy Language for the Use of Children)
- "My Shepherd Will Supply My Need" (baseado no Salmo 23)
- "Bless, O My Soul! the Living God" (baseado no Salmo 103)

Muitos dos hinos de Watts estão incluídos no Anglican Hymns Ancient and Modern, o Oxford Book of Common Praise, o Christadelphian Hymnal, o Episcopal Church's Hymnal 1982, o Evangelical Lutheran Worship, o Baptist Hymnal, o Presbyterian Trinity Hymnal e o Methodist Hymns and Salmos . Muitos de seus textos também são usados no hinário americano The Sacred Harp, usando o que é conhecido como notação de nota de forma usada para ensinar não músicos. Vários de seus hinos são usados nos hinários da Igreja de Cristo, Cientista e A Igreja de Jesus Cristo dos Santos dos Últimos Dias.

### Publicações brasileiras
- Watts, Isaac (2025). Um Ensaio Contra a Falta de Caridade. [S.l.]: Compêndio Nerd. ISBN 978-65-99-61297-8